# Jastków (Sainte-Croix)
Pour les articles homonymes, voir Jastków.
Jastków est une localité polonaise de la gmina de Ćmielów, située dans le powiat d'Ostrowiec en voïvodie de Sainte-Croix.